# 暗戀桃花源
《暗戀桃花源》是表演工作坊的舞台剧，由賴聲川編導。1986年於國立台灣藝術教育館首演，1991年、1999年、2006年、2016年以及2022年共五度重新推出舞台，1992年曾改編為電影。
全劇共分十四幕，由〈暗戀〉與〈桃花源〉兩個悲喜劇於舞台碰撞、並置，而形成新的戲劇張力。
2006年，表演工作坊與明華園戲劇團合作，桃花源部分改由歌仔戲演出；該年，賴聲川並編導中國大陸版本，並由中國大陸演員擔綱，於北京、上海演出。2007年，表演工作坊更與香港話劇團合作，推出三地聯演版和香港版。2007年，被田本相譽為與老舍《茶馆》、曹禺《雷雨》並列百年華文戲劇經典作品。
2015年在美國奧勒岡莎士比亞戲劇節(Orgon Shakespeare Festival)，由美國演員用英文演出80場，成為第一部打進美國主流劇場的華人作品。2016年，「表演工作坊」推出《暗戀桃花源-三十週年紀念版》巡迴全台海內外，再度掀起華人劇場的高峰。2018年受邀為澳亞藝術節(Oz Asia Festival)重點節目，成為首次在澳洲演出的臺灣戲劇團隊。《暗戀桃花源》被紐約時報評為「當代中國最受歡迎的舞台劇」。《今日北京》稱之為「為中文劇場創造新的文法」(12/1/2006)。澳洲《赤腳評論》說「這是世界上偉大的劇場作品」。

## 編劇
表演工作坊擺脫一般導演、編劇、演員並列分工的形式，採取導演、演員集體即興創作的編劇模式。暗戀桃花源一劇劇本原由賴聲川與1986年參與首演的李立群、金士傑、顧寶明、劉靜敏、金士會、管管、陳玉慧、游安順等人共同創作。結合悲劇與喜劇產生「古今交錯，又悲又喜」的戲劇效果。賴聲川質疑傳統所謂悲、喜劇分立的模式，認為悲、喜劇本是一體兩面，互動而消長，因而編成這樣的作品。兩個劇團擠在一個舞台上演出的想法，則是由李國修在編排時提出。
暗戀桃花源一劇的發想來自南海劇場管理員的個人疏失，他把劇場時間表搞錯，同時讓兩個劇團擠在一個舞台上彩排所引發的搶場地大戰，成為賴聲川創作該劇的靈感來源；本劇講述兩個毫不相干的劇團，陰錯陽差同一天在舞台上排戲，一個演時裝悲劇「暗戀」另一個演古裝喜劇「桃花源」，雙方人馬在相互混亂中，完成了一場笑中帶淚，淚中帶笑的演出。
2006年演出時，由孫富叡改編「桃花源」劇本，改採歌仔戲形式。

## 劇情大要
「暗戀」與「桃花源」兩劇演出檔期相鄰，因為劇場管理人員的疏忽，使得兩個劇團為搶排練場地，雙方人馬爭執不休。兩劇的導演、演員，在彼此的劇幕中穿梭干擾，仍無法解決場地撞期的問題。最後兩個劇團妥協，舞台分半，各自排練。兩劇演員卻在台上，相互錯接台詞，兩劇莫名連接，彼此干擾卻又微妙共鳴。最後，「暗戀」一劇導演讓出場地，由「桃花源」先行排完。這時劇場管理員突然現身，要關閉場地，經現場劇組人員陳情，管理員通融十分鐘，「暗戀」一劇方才排演完成。
「暗戀」一劇，描述中國東北青年江濱柳與雲南女子雲之凡於上海相戀。抗戰後，雲之凡預備返回昆明過年，行前，兩人相約於黃浦江外灘公園見面。經此一別，兩人卻因國共內戰中斷音訊，各自輾轉逃至台灣，卻闊別五十餘年，不曾相遇。江濱柳邁入垂暮之年，身患絕症，偶然得知雲之凡早已來台的消息，決定登報尋人。等待期間，江濱柳向來台後結髮的妻子交代身後之事，獨自陷入舊日戀愛的純淨回憶中。數日之後，雲之凡登門，卻早已各自婚嫁，兩人相對，不勝唏噓。
「桃花源」一劇，敘述老陶、春花貧賤夫妻失和，春花與袁老板外遇。老陶失望之餘，決定離家捕魚，以圖出路，偶然誤入桃花源中。竟遇一對白衣男女，與袁老板、春花全然相肖。老陶於桃花源中住下，卻不住思念春花，決意返家偕其同來。返回武陵後，春花與袁老板早育有一子，生計艱難，相互怨懟。面對老陶出現，驚恐不已，亦不願隨其同去，老陶無奈，獨自又行離去，卻再也找不到通往桃花源的路了。
劇中另有一神秘女子，不斷尋找一名名為劉子驥（原著《桃花源記》結尾所引用南陽高士，稱其尋找桃花源前病逝）的男子，不斷在舞台之間遊蕩、穿梭、探詢、吶喊
著─劉子驥～～。

## 演員與角色
| 角色       | 演員   | 演員        | 演員         | 演員          | 演員                           | 演員             | 演員             | 演員         | 演員             | 演員         | 演員                 | 演員   |
| 角色       | 1986年 | 1991年      | 1992年電影版 | 1999年        | 2006年歌仔戲版（與明華園合作） | 2006年大陸明星版 | 2007年三地聯演版 | 2007年香港版 | 2009年中國大陸版 | 2012年经典版 | 2016年三十週年紀念版 | 2025年 |
| ---------- | ------ | ----------- | ------------ | ------------- | ------------------------------ | ---------------- | ---------------- | ------------ | ---------------- | ------------ | -------------------- | ------ |
| 江濱柳     | 金士傑 | 金士傑      | 金士傑       | 金士傑        | 尹昭德                         | 黃磊             | 黃磊             | 潘燦良       | 黃磊             | 黃磊         | 樊光耀               | 樊光耀 |
| 雲之凡     | 丁乃竺 | 林青霞 蕭艾 | 林青霞       | 蕭艾          | 陳湘琪                         | 袁泉             | 袁泉             | 蘇玉華       | 孫莉             | 孫莉 朱媛媛  | 朱芷瑩               | 蕭艾   |
| 江太太     | 金士會 | 林麗卿      | 林麗卿       | 林麗卿        | 徐堰鈴                         | 李梅             | 李梅 曾暉        | 潘璧雲       | 赵焌妍           | 赵焌妍       | 范瑞君               | 范瑞君 |
| 護士       | 施心慧 | 陳立美      | 陳立美       | 梅若穎        | 賴梵耘                         |                  | 賴梵耘           | 黃慧慈       | 焦阳             | 焦阳 金珊    | 周宇柔               | 周宇柔 |
| 暗戀導演   | 管管   | 丁仲        | 丁仲         | 趙沛明        | 時一修                         | 楊默             | 高惠彬           | 周志輝       | 吴彼 张露        | 吴兵 张露    | 陶傳正 張復健        | 張復健 |
| 導演助理   |        |             | 林如萍       |               | 李羿萱                         |                  | 焦陽             | 陳煦莉       | 周岚             | 金珊 吴静一  | 杜知晨               | 李芙蓉 |
| 老陶       | 李立群 | 李立群      | 李立群       | 趙自強        | 陳勝在                         | 喻恩泰           | 辛偉強           | 辛偉強       | 喻恩泰 陈明昊    | 陈明昊 吴彼  | 唐從聖               | 唐從聖 |
| 春花       | 劉靜敏 | 丁乃箏      | 丁乃箏       | 丁乃箏        | 鄭雅升                         | 謝娜             | 馮蔚衡           | 馮蔚衡       | 謝娜             | 赵蕙梓       | 謝盈萱 張本瑜        | 張本瑜 |
| 袁老闆     | 顧寶明 | 顧寶明      | 顧寶明       | 馮翊綱        | 陳昭香                         | 何炅             | 高翰文           | 高翰文       | 何炅             | 何炅         | 屈中恆               | 屈中恆 |
| 陌生女子   | 陳玉慧 | 李偉惠      | 李偉惠       | 蔡燦得        | 劉美鈺                         | 蒲倫             | 韋羅莎           | 韋羅莎       | 吴静一           | 雷悦 戴芸忆  | 林妤柔               | 林妤柔 |
| 順子       | 游安順 | 劉亮佐      | 劉亮佐       | 劉亮佐 李建常 |                                |                  | 劉守正           | 劉守正       | 蔡鹭 赵晓苏      | 吴彼 蔡鹭    | 翁銓偉               | 翁銓偉 |
| 劇場管理員 | 蘇妧玲 | 程健雄      | 汪惠齡       | 謝東寧        | 黃聖凱                         |                  | 孫力民           | 孫力民       | 李晏             | 李晏 洪绍山  | 張洛君               | 陳慶洋 |
| 繪景師     | 張一成 | 林麗欽      | 林麗欽       | 威欣          | 梁朝凱                         |                  | 黃建東           | 黃建東       | 周鑫彤           | 周鑫彤       | 林維哲               | 葉信威 |
| 舞台監督   |        |             |              |               | 劉培能                         |                  | 黃樹輝           | 黃樹輝       |                  |              |                      |        |
| 老汪       | 汪惠齡 |             |              |               |                                |                  |                  |              |                  |              |                      |        |
| 大塊、問心 |        |             |              |               | 陳昭瑋                         |                  |                  |              |                  |              |                      |        |

## 劇本原創爭議
《蘋果日報》報導，据臺灣劇場界人士爆料，《暗戀桃花源》由李國修發想和架構，但表演工作坊推出《暗戀桃花源》，編導卻僅掛賴聲川名字。丁乃竺回應，兩個劇團爭奪舞台的想法來自李國修，賴聲川認為可以用悲劇與喜劇同在一舞台的演出方式來呈現。實際創作與編導時，李國修人在美國，並未參加，而李國修掛名該舞台劇製作人。

## 演出场次
| 地点                               | 时间                                                                             |
| ---------------------------------- | -------------------------------------------------------------------------------- |
| 国立台湾艺术教育馆                 | 1986年3月3日─3月14日 3月18日─3月20日                                             |
| 基隆市立文化中心                   | 1986年3月26日─3月27日                                                            |
| 台中中兴堂                         | 1986年3月28日                                                                    |
| 台南市立文化中心                   | 1986年3月29日─3月30日                                                            |
| 高雄市文化中心                     | 1986年3月31日─4月1日                                                             |
| 国家戏剧院                         | 1991年9月25日─9月29日                                                            |
| 台中县立文化中心                   | 1991年10月1日                                                                    |
| 台中中山堂                         | 1991年10月9日─10月10日                                                           |
| 高雄市立文化中心至德堂             | 1991年10月12日─10月13日                                                          |
| 国立台湾艺术教育馆                 | 1991年10月16日─10月19日                                                          |
| 纽约 Triplex One Theater           | 1991年10月26日─10月27日                                                          |
| 旧金山 Spangenberg Theater         | 1991年11月1日─11月3日                                                            |
| 洛杉矶 Barclay Theater, U.C.Irvine | 1991年11月8日─11月9日                                                            |
| 洛杉矶 Bovard Auditorium, U.S.C.   | 1991年11月16日─11月17日                                                          |
| 香港文化中心大剧院                 | 1991年11月21日─11月22日                                                          |
| 南投县立文化中心                   | 1991年12月21日                                                                   |
| 苗栗县立文化中心                   | 1991年12月24日                                                                   |
| 中坜艺术馆                         | 1991年12月28日                                                                   |
| 國軍文藝活動中心                   | 1991年12月31日─1月3月                                                            |
| 台北国父纪念馆                     | 1999年9月4日─9月5日 1999年9月12日 9月16日─9月18日                                |
| 台中中山堂                         | 1999年10月8日─10月9日                                                            |
| 中坜艺术馆                         | 1999年10月16日─10月17日                                                          |
| 新竹国立清华大学大礼堂             | 1999年10月21日                                                                   |
| 高雄市立中正文化中心               | 1999年10月29日─10月30日                                                          |
| 国家戏剧院                         | 2006年9月1日─9月10日                                                             |
| 台南市立文化中心                   | 2006年9月16日                                                                    |
| 新竹县文化局演艺厅                 | 2006年9月23日─9月24日                                                            |
| 中坜艺术馆                         | 2006年9月30日─10月1日                                                            |
| 台中中山堂                         | 2006年10月7日─10月8日                                                            |
| 高雄市立中正文化中心至德堂         | 2006年10月14日─10月15日                                                          |
| 台北小巨蛋                         | 2006年11月11日─11月12日 （11月11日为‘暗’剧演出第100场）                          |
| 北京首都剧场                       | 2006年11月18日─11月26日                                                          |
| 上海大剧院                         | 2006年12月8日─12月13日                                                           |
| 香港文化中心                       | 2007年7月27日─7月29日 (三地版) 2007年8月2日─8月5日 (香港版) 8月7日-14日 (香港版) |
| 北京首都剧场                       | 2007年8月21日─8月23日 (三地版) 8月24日─8月25日 (香港版) 8月26日─8月31日 (大陸版) |
| 上海大剧院                         | 2008年1月7日-12日                                                                |
| 苏州科技文化艺术中心大剧院         | 2008年1月14日-1月16日                                                            |
| 宁波大剧院                         | 2008年1月19日                                                                    |
| 杭州红星剧院                       | 2008年1月22日-23日                                                               |
| 贵阳大剧院                         | 2008年5月14日－15日                                                              |
| 杭州萧山大剧院                     | 2008年5月25日                                                                    |
| 武汉剧院                           | 2008年6月1日-2日                                                                 |
| 北大百年讲堂                       | 2008年6月7日－9日                                                                |
| 上海大剧院                         | 2008年12月1日-6日                                                                |
| 安徽大剧院                         | 2009年5月12-13日                                                                 |
| 北大百年纪念讲堂                   | 2009年5月25-27日                                                                 |
| 河南人民会堂                       | 2009年5月30-31日                                                                 |
| 宁波大剧院                         | 2009年6月06-07日                                                                 |
| 浙江人民会堂                       | 2009年6月10-11日                                                                 |
| 福建大剧院                         | 2009年6月14-15日                                                                 |
| 深圳大剧院                         | 2009年7月04-05日                                                                 |

## 三地聯演版
2007年7月27-29日於香港及8月21-23日於北京上演的「三地聯演版」是為一大突破，由表演工作坊及香港話劇團聯合製作。
由於本劇劇情為兩個劇團「暗戀」及「桃花源」在同一個劇場爭奪排練場地，於是這次演出是由大陸「暗戀」組 (黃磊、袁泉)、香港「桃花源」組(高翰文、辛偉強及馮蔚衡)及大陸、台灣或香港的「其他角色」組成，語言也是各自用大陸口音普通話，香港粵語，及台灣口音國語結合而成。由於直接真的是兩個劇團的演員 (表演工作坊及香港話劇團) 的一台戲，無論是在劇情表現、戲劇衝突、文化衝突、語言不同各方面，三地版實在是將《暗戀桃花源》的效果達致極致，比對全普通話或全粵語的大陸版/台灣版及香港版，「三地版」是另一種特別而且極佳的效果。